# Dryas alcione
Dryas alcione är en fjärilsart som beskrevs av Wilhelm Moritz Keferstein 1871. Dryas alcione ingår i släktet Dryas och familjen praktfjärilar. Inga underarter finns listade i Catalogue of Life.